# MŠK Kysucké Nové Mesto

MŠK Kysucké Nové Mesto là một câu lạc bộ bóng đá Slovakia, đến từ thị trấn Kysucké Nové Mesto. Câu lạc bộ được thành lập năm 1948.

## Danh hiệu

### Trong nước
Czechoslovakia
- 1.SNL (thứ 1 Slovak National football league) (1969-1993)
  - Vô địch (1): 1972-1973